# SCORM
스콤(영어: Sharable Content Object Reference Model; SCORM, 공유가능 콘텐츠 객체 참조 모형)은 웹기반 전자교육에 대한 표준 규격의 하나이다.
교육용 콘텐츠의 교환, 공유, 결합, 재사용을 쉽게 하려는 목적에서 만들어졌다.
스콤은 학습관리시스템을 통해 제공되는 런타임 환경을 정의한다. 또한 스콤 콘텐츠는 ZIP 압축 파일에 특정한 구조로 저장되는데, 이를 '포장 상호교환 형식'이라 부른다.
미국의 국방부장관실이 주도하여 만든 기구인 고급분산학습(Advanced Distributed Learning; ADL)사업단이 제안한 표준안이다.
스콤 2004에는 계열화의 개념이 도입되었다. 계열화는 학습자가 콘텐츠 객체들을 학습할 수 있도록 하는 특정한 규칙들의 집합이다. 스콤 표준안은 AICC, IMS 글로벌, IEEE에서 개발한 표준을 바탕으로 한 것으로, XML을 사용한다.

## 개요
집을 짓기 위해서 설계도(방의 모양, 창의 크기, 벽의 두께 등)가 필요한 것처럼 교육용 콘텐츠를 개발하기 위해서도 작업지침이 필요하다. 이 경우 개발자가 각각 개별화된 지침을 이용하게 되면 상호간의 콘텐츠 공유나 결합 등을 통한 확대, 재생산이 어려워진다. 이러한 문제를 해결하기 위해 콘텐츠 개발자들이 상호협력하여 개발한 대표적인 표준모델이 SCORM(콘텐츠 개발 표준모델)이다. SCORM은 콘텐츠의 구성, 전달, 검색 방법과 함께 학습코스를 실행시키고 학습자의 학습상태를 추적 및 확인하는 방법도 제시한다.
- 예

A사와 B사가 SCORM에 따라 교육용 콘텐츠를 개발했다면, 이 두 회사는 서로의 자료를 필요에 따라 공유하여 재사용할 수 있게 된다.

## 스콤 버전

### 1.1
스콤 1.1은 실제로 사용된 첫 번째 버전이다.
AICC 콘텐츠 규격을 기초로 한 과정 구조 형식 XML 파일을 사용한다.
패키지, 메타데이터 지원 기능은 부족하였다.
얼마 사용되지 않고 1.2로 옮겨가게 되었다.

### 1.2
널리 사용된 최초의 버전이다.
여전히 널리 사용되고 있으며, 현재 대다수의 LMS가 이를 지원한다.
IMS 표준 참조

## 같이 보기
- IMS 글로벌